# Sovljak (gmina Ub)
Sovljak (cyr. Совљак) – wieś w Serbii, w okręgu kolubarskim, w gminie Ub. W 2011 roku liczyła 1839 mieszkańców.